# 야니카 유한손
야니카 유한손(에스토니아어: Jaanika Juhanson, 1977년 7월 15일 ~ )은 에스토니아의 배우이다.